# Bob Decout
Bob Decout, né le 2 septembre 1944[réf. nécessaire], est un réalisateur de cinéma, de télévision et un compositeur français.  

## Biographie
Bob Decout compose une trentaine de chansons notamment pour Christophe, Annie Girardot, Catherine Lara, Johnny Hallyday ou Esther Galil. 
Après une relation avec Jean-Yves Bouvier, le responsable des nuits parisiennes à l'Élysée-Matignon ou aux Bains Douches, il est connu pour avoir été de 1980 à 1993, le compagnon d'Annie Girardot qu'il invite à chanter à nouveau, alors qu'elle l'initie au monde du cinéma, avec de nouvelles rencontres, ce qui aboutit au film policier Adieu blaireau. Ensemble, ils s'adonnent à la drogue, et par ailleurs, contribuent à la restauration et la réouverture du Casino de Paris en produisant en 1982 un spectacle musical, Revue et corrigée mise en scène avec Catherine Lara, qui oblige l'actrice à hypothéquer son bien immobilier de la place des Vosges, mais qui n'obtient pas de succès,. La famille de Girardot et son entourage l'accusent de l'avoir ruinée physiquement et financièrement,, ce qu'il réfute. Obligé de déménager, le couple s'installe alors rue du Foin. De ces treize ans passées avec elle, il écrit un livre de souvenirs Avec elle.
Bob Decout se marie ensuite avec Chantal et s'installe en 2007 à Lectoure dans le Gers.

## Filmographie

### Cinéma
- 1984 : Adieu Blaireau avec Philippe Léotard, Annie Girardot, Juliette Binoche, Jacques Penot, Pierre Arditi, Ticky Holgado
- 2004 : Les gens honnêtes vivent en France avec Victoria Abril, Hélène de Fougerolles, Bruno Putzulu, Philippe Volter

### Télévision
- 1982 : Paris Saint-Lazare, mini-série produite par Antenne 2 (un petit rôle)[6]
- 1998 : Film sur Romy Schneider : Romy Passion
- 1998 : Clips documentaires sur la "Spéciale Jacques Brel"
- Divers pubs et clips

## Discographie
- 1967 : dans le groupe "Les capitals", 45 tours Barclay 71.134 M, contenant 4 titres : L'arme d'amour, On est riche, Tous les soirs, Nous on chante.

- 1967 : dans le groupe "Les capitals", 45 tours promotionnel hors commerce Barclay 71.134 M (référence identique au 45 t. commercialisé), contenant 4 titres : - Face 1 : L'arme d'amour + On est riche - Face 2 : Tous les soirs + Nous on chante.

- 1976 : Harlem revisité / Petit cinoche (45 t Polydor 2056.542)

- 1977 : Vous dites des mots / Chiffons, mode et frime (45 tours Polydor 2056.627)[7]

- 1979 : Bob Decout (33 tours 11 titres chez IF records, RCA ZL 37.277) :  Face A : Maman baba cool, Irrévocable, Ca me laisse froid, A toi ma génération, Si on rasait Berlin  Face B : Le pantin, L'Italien de l'allée des roses, Organise, Elle est de cette espèce, P'tit Italien, Enseigne à ton enfant.

- 1981 : Amour et connerie (33 t EPIC EPC 85067) : Face A : L'athlète incomplet, Tantine, Porté disparu, Le blues dans les mains  Face B : Petit pull de laine, Faut pas mollir, Amour et connerie, Justaucoeur, Jacky. (existe aussi en cassette audio).

- 1981 : Petit pull de laine / Faut pas mollir (45 tours EPIC A1240)

- 1982 : Amour et connerie / L'athlète incomplet (45 tours EPIC A 2117-CB 111)

### Auteur compositeur / chansons
- 1978 : Le beau bizarre, interprété par Christophe.
- 1980 : Ce que j'ai dans la tête, 33 tours interprétée par Annie Girardot.
- 1981 : Bonhomme (composée avec Gaya Bécaud et Dominique Perrier) interprétée par Annie Girardot.
- 1982 : Il nous faudra parler d'amour un jour et Oublier (composées avec Johnny Hallyday et Bruno Polius), sur l'album La Peur de Johnny Hallyday.
- 1982 : Revue et corrigée, comédie musicale avec Annie Girardot[8] sur une musique de Catherine Lara[4].
- 1983 : Pour ceux qui s'aiment (composée avec Johnny Hallyday) sur l'album Entre violence et violon de Johnny Hallyday.
- 1984 : Au jour le jour (composée avec Johnny Hallyday et Bruno Polius), sur l'album Drôle de métier de Johnny Hallyday.
- 2008 : Gena And John (composée avec Christophe Casanave et Marc Lavoine), sur l'album On s'aime de Gérard Darmon.
- 2018 : Dis moi si j'ai tort (composée avec BÅZ)
- 2023 : EP Nouvelles 1 et 2 - Imperturbable / Penser au pire / J'écoute le vent / Nouveau souffle / J'ose chanter (composées avec BÅZ)

## Publications
- Avec elle aux éditions Flammarion, 2010[9]